# Jayne Hrdlicka
Jayne Hrdlicka (* 1961 nebo 1962 Kansas) je americká manažerka a sportovní funkcionářka, žijící v Austrálii, která se v roce 2017 stala prezidentkou australského tenisového svazu Tennis Australia. V listopadu 2020 byla jmenována CEO australských aerolinek Virgin Australia. 

## Osobní život
Narodila se na počátku 60. let dvacátého století a vyrostla poblíž největšího kansaského města Wichita. Po svém otci má český původ. Otec pocházel z Československa a hrál závodně lední hokej. S nástupem studené války emigroval v roce 1948 do Spojených států amerických, kde se stal právníkem.
V letech 1980–1984 vystudovala soukromou univerzitu Colorado College v Colorado Springs, kde získala bakalářský titul z matematiky a ekonomie. Mezi roky 1986–1988 absolvovala program Master of Business Administration na Tuck School of Business newhampshirské Dartmouth College.
V období 1987–1991 a 1997–2010 působila jako manažerka poradenské společnosti Bain & Company v Bostonu. Z amerického kontinentu se v roce 1994 přestěhovala do Austrálie, aby se mohla věnovat podnikání s obchodními kartami. Po třech letech se vrátila k bostonské Bain & Company. Zaměstnána byla také u firmy Arthur Young and Company, později přejmenované na Ernst & Young. V letech 2010–2012 se stala vedoucí manažerkou australské letecké společnosti Qantas. V červenci 2012 byla jmenována obchodní ředitelkou skupiny v aerolinkách Jetstar, kde setrvala do roku 2017. V období 2010–2016 také působila jako jeden z ředitelů australského maloobchodního řetězce Woolworths Group.
Po krátkém návratu ke Qantas na přelomu let 2017–2018 nastoupila v červenci 2018 na pozici generální ředitelky mlékárenské firmy The a2 Milk Company, se sídlem v Aucklandu. Funkci opustila během prosince 2019. V listopadu 2020 byla jmenována CEO australských aerolinek Virgin Australia po vstupu nového amerického investora Bain Capital, který společnost zachránil před bankrotem v důsledku pandemie koronaviru a poklesu leteckého průmyslu. Na pozici nahradila Paula Scurraha.
Jako tenisová funkcionářka byla mezi lednem 2016 až říjnem 2017 ředitelkou australského tenisového svazu Tennis Australia, kdy se stala jeho prezidentkou po Chrisi Freemanovi. Stala se tak první ženou v této funkci.